# Anders Larsson (författare)
Anders Larsson, född 1 oktober 1952 i Västervik (uppvuxen i Tranås), död 20 september 2021 i Helsingfors, var en svensk författare, dramatiker och skådespelare.
Larsson utbildades vid Statens scenskola i Göteborg. Han fick anställning vid Åbo Svenska Teater och bodde sedan dess i Finland.
Sedan 1992 var han gift med författaren Susanne Ringell. För den breda publiken blev Anders Larsson känd för sin karaktär Malte, som under många säsonger var ett återkommande inslag i SVT:s dramaserie Rederiet.

## Dramatik
- 1985 – Svarta stjärnor mot vit botten (komedi)
- 1985 – Boll faller ur skåp (radiopjäs)
- 1987 – Frukost i det blå (komedi)
- 1988 – Skyfall (komedi)
- 1991 – En vacker dag (radiopjäs)
- 1992 – Glömskans katakomber
- 1994 – Två män i ett tält
- 1996 – Blyton Rock (musikal)
- 1997 – Dans för mogen ungdom (komedi)
- 1997 – Lyckan kommer sällan ensam
- 2000 – Krusbärsträdgården (komedi)
- 2003 – Svensexa för Dick
- 2004 – Två män i ett tält två
- 2010 – In kommer Gösta – musikalen (musikal)
- 2012 – Kungen av Ö
- 2014 – Två män i ett tält 3
- 2015 – En sista bilfärd (monolog)
- 2019 – Kalevala på trekvart (monolog)

## Filmografi
- 1994 – Småstadsberättelser – Gunnar Andersson[7]
- 1994–2001 – Rederiet (TV-serie) – Malte Eriksson
- 2016 – Lola Uppochner – Ted Tallqvist